# Хавана Браун
Хавана Браун, позната и као ди-џеј Хавана Браун (рођ. Анђелик Френсис Меније; Мелбурн, 14. фебруар 1985) аустралијски је диск-џокеј, певачица, музички продуцент и плесачица. Године 2008. потписала је уговор са издавачком кућом Исланд рекордс у Аустралији, као диск-џокеј, под окриљем које издаје ремикс песме и албуме са песмама других извођача. Имала је музичке турнеје заједно са Бритни Спирс, Ријаном, Крис Брауном, Енриком Иглесијасом, музичком групом Пусикет долс и многим другим уметницима.
Као певачица дебитовала је 2011. године са синглом We Run the Night који је постигао велики комерцијални успех у Аустралији и за који је Браунова добила музичке награде и номинације, након чега је потписала уговор са издавачком кућом 2101 рекордс. Објавила је два студијска албума као певачица.
Прво ЕП издање објавила је у јулу 2012. године, а била је и такмичарка у другој сезоне ТВ емисије Ја сам славна особа ... Водите ме одавде!, у Аустралији 2016. године.

## Биографија
Рођена је 14. фебруара 1985. године у Мелбурну од родитеља из Маурицијуса који су француског порекла, са острва Родригеш. Пре него што је постала диск-џокеј, Браунова је потписала уговор са издавачком кућом у Великој Британији и сарађивала са групом Fishbowl. Заједно је требало да објаве сингл, али група се расформирала, а Браунова је одлучила да постане диск-џокеј. Браунова је након тога наступала у Мелбурну и широм Аустралије. Истакла је да је Џенет Џексон имала највећи утицај на њу и њен развитак музичке каријере.

## Музичка каријера

### 2008—2009: Посао диск-џокеја и музичке турнеје
Године 2008. Браунова је потписала уговор са издавачком кућом Исланд рекордс, након чега је објавила компилацијски албум. У периоду од 2008. до 2009. године објавила је велики број компилацијских албума под називом Crave, на којем се налазе ремикси песама америчких и аустралијских музичара. У октобру 2008. године, Браунова је била гост на музичкој турнеји певачице Ријане, под називом . У мају 2009. године била је подршка бенду Пусикет долс, током турнеје бенда у Аустралији. Браунова је такође била гост на турнеји Бритни Спирс под називом Циркус турнеја, одржане у Европи, 2009. године, а након тога и током турнеје у Аустралији, новембра исте године.
Од децембра 2009. године, Браунова је сваке суботе увече мисковала музику на радио програму Party People, који објављује Today Network.

### 2011—2013: Снимање песама и објављивање ЕП-а
У априлу 2011. године Браунова је била подршка на турнеји певача Криса Брауна, који је наступао по Аустралији. Дана 29. априла 2011. године објавила је први сингл под називом We Run the Night, који су писали и продуцирали Кејси Дејвис и Снов Скрила. Песма се нашла на петом месту аустралијске музичке листе синглова и освојила троструки платинасти сертификат од стране Аустралијског удружење дискографских кућа. Ремикс песме We Run the Night појавио се на музичким листама најбољих синглова у Канади, Чешкој, Норвешкој и Словачкој. Дана 4. септембра 2011. године Брајанова је за аустралијске медије објавила да је потписала уговор са америчком кућом Јуниверзал републик рекордс преко етикете 2101 рекордс. Званични ремикс песме We Run the Night продукције издавачке куће 2101 садржи и верзију америчког репера Питблула, објављен је у Сједињеним Државама 27. септембра 2011. године, а налазио на првом месту денс-клупске листе песама. Њен други сингл под називом  објављен је 9. септембра 2011. године и био је на тридесет и осмом месту аустралијске музичке листе синглова. Дана 20. априла 2012. године Браунова је објавила промотивни сингл под називом . Крајем 2011. године освојила је награду веб-сајта Poprepublic.tv за омиљеног диск-џокеја и уметника који се највише афирмисао 2011. године.
Први ЕП под називом When the Lights Go Out Браунова је објавила 17. јула 2012. године. Аустралијска верзија ЕП-а укључује пет нових песама, док америчка укључује ремикс песме We Run the Night. Дана 18. јула 2012. године Браунова се појавила као музичарка у емисији Америка има таленат. У августу 2012. године била је гост подршке на светској музичкој турнеју репера Питбула. Представљала је Аустралију на АБУ ТВ фестивалу у Сеулу, 14. октобра 2012. године.
Песму Big Banana објавила је 4. децембра 2012. године за дигитално преузимање, на нумери су били поред Браунове учествовали R3hab и Prophet of 7Lions, а песма је објављена као трећи сингл ЕП-а When the Lights Go Out, који је издат 4. децембра 2012. године.  била је друга песма Браунове која се нашла на првом месту денс-клуб музичке листе у Сједињеним Државама, а такође је била на петнаестом месту америчке денс и електроник листе. У Аустралији песма Big Banana била је на осамнаестом месту АРИА листе синглова и другом месту АРИА денс сингл листе. Песми је додељен златни сертификат од стране Аустралијског удружења дискографских кућа.  објављен је као четврти сингл ЕП-а When the Lights Go Out, али није успео да се пласира на музичке листе. Крајем 2012. године веб-сајт Poprepublic.tv поново ју је наградио, за омиљеног диск-џокеја 2012. године.

### 2013—данас: Први студијски албум и накнадна издања
Браунова је први студијски албум под називом Flashing Lights објавила 11. октобра 2013. године. Албум је дебитовао на шестом месту АРИА листе музичких албума. Flashing Lights садржи претходно објављене песме We Run the Night, Big Banana и You'll Be Mine. Сниман је у периоду од 2011. до 2013. године а на њему се налази дванаест песама, укључујући три сингла. Браунова је провела дуго времена у Сједињеним Државама како би радила на овом албуму, водећи сингл под називом  објављен је 23. августа 2013. године, а врхунац му је било шездесет и осмо место на АРИА листи синглова. Flashing Lights био је на првом месту ход денс клупских песама. Други албумски сингл под називом  објављен је 27. сецембра 2013. године и дебитовао је на тридесет и другом месту музичке листе у Аустралији.
Дана 14. октобра 2013. године, Браунова је извела песму Warrior у петој сезони емисије Икс фактор Аустралија, као и у емисијама у Канади и Сједињеним Државама. У новембру 2013. године отпочела је музичку турнеју у Аустралији, Канади и Сједињеним Државама, а она завршила је 1. јануара 2014. године у Бризбејну.
Сингл под називом Battle Cry заједно са певачицама Биби Рексом и Сави, Браунова је објавила 24. јула 2015. године.